# Austin Corbett
Austin Corbett (Sparks, Nevada, 5 de septiembre de 1995) es un jugador profesional estadounidense de fútbol americano que se desempeña en la posición de lineman en Carolina Panthers, equipo de la National Football League (NFL).

## Carrera
Fue seleccionado en la segunda ronda en la Reunión Anual de Selección de Jugadores de la NFL de 2018. Hizo su debut profesional con el equipo Cleveland Browns, en el cual jugó dos temporadas (2018-2019), después pasó a Los Angeles Rams (2019-2022), luego a Carolina Panthers, donde lleva jugando dos temporadas.